# 鹿王 (小說)
《鹿王》是日本作家上橋菜穗子所著的奇幻小說。2015年書店大獎得獎作品。
改編動畫電影原定於2021年9月10日上映，因受2019冠狀病毒病疫情影響，在2021年8月26日決定延期上映，後定於2022年2月4日上映。本片由Production I.G製作，並且是安藤雅司首次擔任導演的動畫作品。

## 劇情簡介
某夜，一群神秘黑犬襲擊阿卡法王國重要的鹽礦，只有身為奴隸的敢死隊隊長「獨角」凡恩，以及被母親藏匿的一名女嬰悠娜存活。逃離鹽礦之後，凡恩試圖與悠娜一起跟隨邊境部族相依為命。
另一方面，天才醫術師赫薩爾認為鹽礦事件是過去顛覆了祖國的流行病「黑狼熱」導致，一心一意想尋找對抗疾病的關鍵，奉命調查事件的他卻不得不揭開牽扯政治與民族的黑幕。

## 登場人物
聲優以廣播劇／電視動畫次序排列。
凡恩（聲優：浅科准平/堤真一）
加入敢死隊「獨角」的首領「缺角凡恩」，是一名無以倫比的飛鹿騎士，為了甘薩氏族與東乎瑠對抗，戰敗後淪為阿卡法鹽礦的奴隸。帶著悠娜逃離鹽礦後加入了歐基地方氏族，負責飛鹿的馴養與繁殖。
過去曾有妻兒，但家人們皆病而死，因此相當憎恨疾病，並不認為疾病是上天帶來的懲罰，卻不明白為什麼自己總是得以存活下來。
被黑犬襲擊後身體似乎出現了變化，某些時候會「反轉」，失去人性的意念任由身體本能支配自己。
悠娜（聲優：松崎優香/木村日翠）
沼地之民的鹽礦女奴與東乎瑠人奴隸頭子所生的混血兒。與凡恩一樣遭黑犬咬傷後存活下來，擁有獨特的視覺並且總是能找到凡恩的位置。性格相當活潑討喜，愛逗人笑。
赫薩爾（聲優：鈴村健一/竹内涼真）
古歐塔瓦爾王國始祖後裔，深受知名醫術師祖父──利姆艾爾薰陶成為了一名優秀的醫術師，年紀輕輕便是歐塔瓦爾「深學院」的醫學中堅。過去曾與祖父一起救治了東乎瑠皇妃，使得歐塔瓦爾醫術的名聲傳遍帝國。因為行事風格獨特，背地裡被稱為魔神之子。在阿卡法的領都卡山擁有一家名為「小人物的巢居」的醫院。
莎耶（聲優：無/杏）
「阿卡法王之網」墨爾法氏族的獵人，麻盧吉的女兒。追蹤技術精湛且心思細膩，奉命追蹤凡恩。
馬柯康（聲優：西村健志/櫻井トオル）
屬於侍奉歐塔瓦爾的「侍奧」席諾克家族，由於打從心底無法接受「奧」的規矩章法因而遭到放逐，淪為以賭博為生的鬥士。一度瀕死之際被赫薩爾救回，因此成了赫薩爾的隨從。
迂多瑠（聲優：無/青山穣）
東乎瑠派駐到阿卡法的王幡侯長子，是個既傲慢又強勢的人。總是遵守著東乎瑠的傳統以及清心教教規。
與多瑠（聲優：無/阿部敦）
東乎瑠派駐到阿卡法的王幡侯次子，娶阿卡法王的姪女絲露米娜為妻。相較於兄長是個懂得用懷柔手段控制阿卡法的人。
多力姆（聲優：無/安原義人）
有「阿卡法的活字典」之稱，是阿卡法王的左右手。過去曾管理阿卡法鹽礦。
傲梵
火馬之民的年輕族長。
肯諾伊
過去曾是火馬之民的族長，是個不久於人世的生病老人。感染了黑狼熱之後成為了「犬王」，得以脫離身體並操縱同樣感染過黑狼熱的犬隻。

## 出版書籍

### 單行本
| 卷數 | KADOKAWA | KADOKAWA      | KADOKAWA               | 圓神出版社 | 圓神出版社    | 圓神出版社         |
| 卷數 | 副標題   | 發售日期      | ISBN                   | 副標題     | 發售日期      | ISBN               |
| ---- | -------- | ------------- | ---------------------- | ---------- | ------------- | ------------------ |
| 1    |          | 2014年9月25日 | ISBN 978-4-04-101888-0 | 上：倖存者 | 2016年10月1日 | ISBN 9789861335926 |
| 2    |          | 2014年9月25日 | ISBN 978-4-04-101889-7 | 下：回歸者 | 2016年10月1日 | ISBN 9789861335926 |
| 3    |          | 2019年3月27日 | ISBN 978-4-04-101716-6 |            |               |                    |

## 動畫電影

### 製作人員
- 原作：上橋菜穂子[5]
- 導演、人物設定、作畫監督：安藤雅司[5]
- 導演：宮地昌幸[5]
- 編劇：岸本卓[5]
- 動畫製作：Production I.G[5]
- 發行：東宝[5]

### 主題曲
《One Reason》
主唱：milet

## 外部連結
- 上橋菜穂子「鹿の王」特設サイト | カドブン（日語）
- 劇場版《鹿王》官方網站（日語）